# Leucochroma analytica
Leucochroma analytica là một loài bướm đêm trong họ Crambidae.